# Stephen Strasburg
Stephen James Strasburg, född den 20 juli 1988 i San Diego i Kalifornien, är en amerikansk professionell basebollspelare som spelar för Washington Nationals i Major League Baseball (MLB). Strasburg är högerhänt pitcher.
Strasburg har valts till MLB:s all star-match tre gånger, 2012, 2016 och 2017. År 2012 vann han en Silver Slugger Award för sitt offensiva spel som slagman. Han hade delat flest strikeouts i National League 2014.

## Karriär

### Major League Baseball

#### Washington Nationals
Strasburg draftades av Washington Nationals 2009 som första spelare totalt och senare samma år skrev han ett fyraårskontrakt med klubben bara sekunder innan tiden att skriva kontrakt gick ut. Kontraktet var värt 15,1 miljoner dollar och var därmed det dittills största i MLB för en nydraftad spelare. Året efter gjorde han proffsdebut i Nationals farmarklubbssystem.

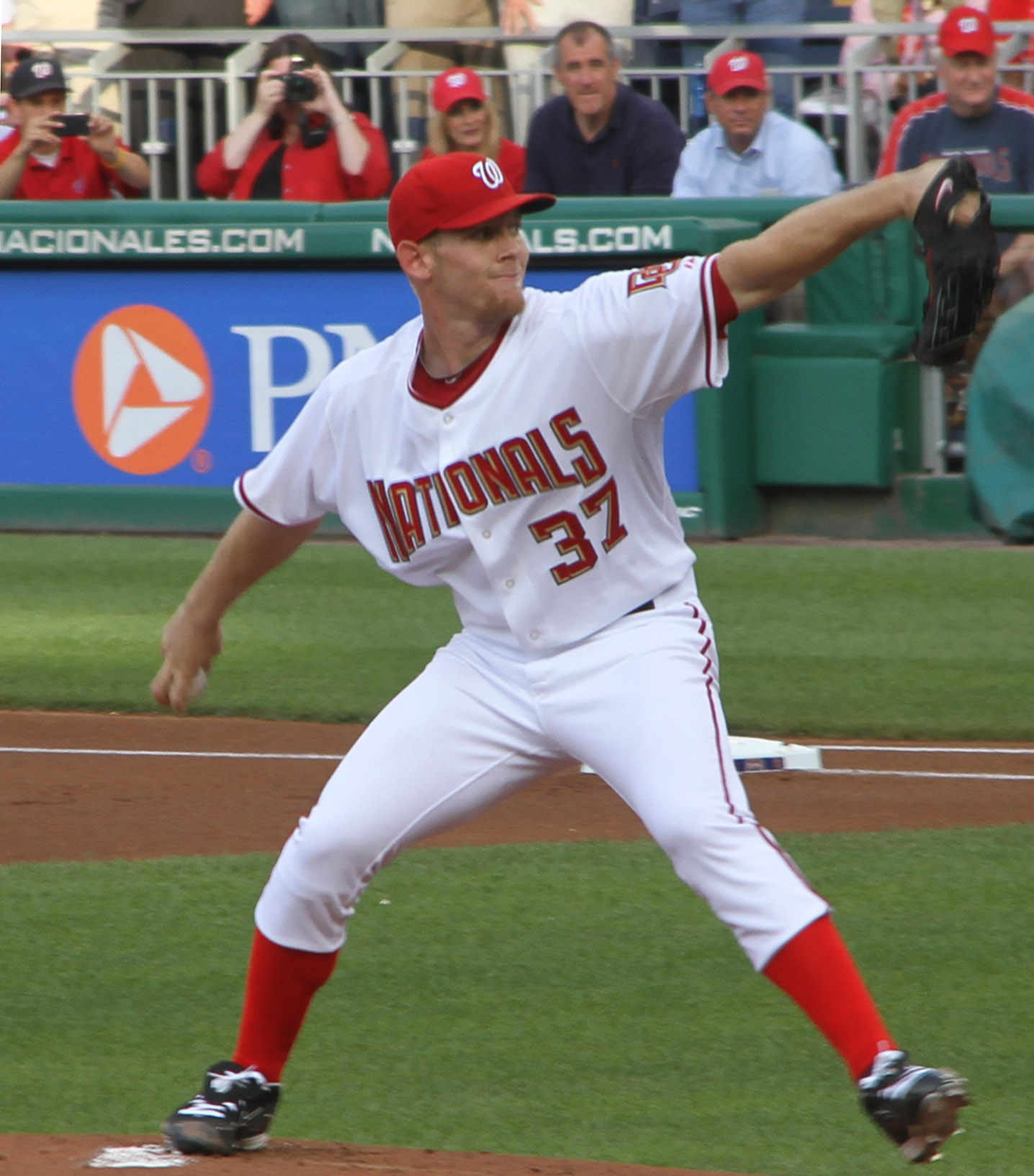
Strasburg under sin MLB-debut den 8 juni 2010.

Efter bara elva matcher i farmarligorna debuterade Strasburg i MLB den 8 juni 2010. Inför debuten var förväntningarna på honom skyhöga, kanske högre än på någon annan spelare i MLB:s historia. Han vann debuten inför fullsatta läktare och gjorde 14 strikeouts utan att tillåta någon walk. 14 strikeouts var nytt klubbrekord för Nationals. I sin andra och tredje match gjorde han åtta respektive tio strikeouts, och hans 32 strikeouts i sina tre första matcher var ett nytt MLB-rekord. Efter sin andra match var han på omslaget till tidskriften Sports Illustrated. Redan i juli fick han dock problem med höger axel. Han gjorde comeback i augusti, men i den tredje matchen därefter skadade han sig i höger armbåge. Skadan behövde opereras genom en så kallad "Tommy John"-operation, med 12–18 månaders rehabilitering. Totalt under säsongen spelade han bara tolv matcher. Han var 5-3 (fem vinster och tre förluster) med en earned run average (ERA) på 2,91 och 92 strikeouts på 68 innings pitched. Han valdes till MLB:s "all rookie"-lag.
Strasburg gjorde comeback i slutet av 2011 års säsong och hann bara spela fem matcher. Han var 1-1 med en ERA på 1,50 och 24 strikeouts.
Strasburg inledde 2012 års säsong starkt och valdes till månadens pitcher i National League i april. Han var den första pitchern den säsongen att nå 100 strikeouts och han togs också för första gången ut till MLB:s all star-match i juli. På grund av den tidigare operationen och den korta speltiden 2011 bestämde Nationals att man skulle begränsa Strasburgs speltid 2012. Eftersom han hade en sådan bra säsong och eftersom Nationals låg i toppen av ligan, orsakade beslutet stor debatt när slutet av säsongen närmade sig. Han gjorde sin sista match för säsongen den 7 september. Han startade 28 matcher 2012 och var 15-6 med en ERA på 3,16 och 197 strikeouts på 159,1 innings pitched. Han hade ett slaggenomsnitt på 0,277 och hade en homerun och sju RBI:s (inslagna poäng), vilket gav honom en Silver Slugger Award som den bästa slagmannen bland pitchers i National League.
Strasburg inledde även 2013 års säsong bra, men i månadsskiftet maj/juni drabbades han av en muskelbristning i ena latissimus dorsi-muskeln. Efter återkomsten pitchade han sin MLB-karriärs första complete game och shutout den 11 augusti i en match mot Philadelphia Phillies. Sett över hela säsongen var han 8-9 med en ERA på 3,00 och 191 strikeouts på 30 starter (183 innings pitched). Efter säsongen genomgick han en artroskopisk operation i höger armbåge.
I januari 2014 skrev Strasburg på ett ettårskontrakt värt cirka fyra miljoner dollar med Nationals, och man undvek därigenom ett skiljeförfarande. Under försäsongsträningen samma år visade han upp ett nytt kast, en slider. Han fick äran att starta klubbens första match för säsongen. Under grundserien var han 14-11 med en ERA på 3,14 på 34 starter. Han satte personliga rekord i kategorierna starter, innings pitched (215) och strikeouts (242), varav han var bäst i National League i starter och strikeouts och femte bäst i innings pitched. Han gjorde sin första slutspelsmatch i karriären i den första matchen i National League Division Series (NLDS) mot San Francisco Giants, som Nationals förlorade med 2–3 och där Strasburg tillät två poäng och åtta hits på fem innings pitched. Nationals åkte senare ut med 1–3 i matcher.

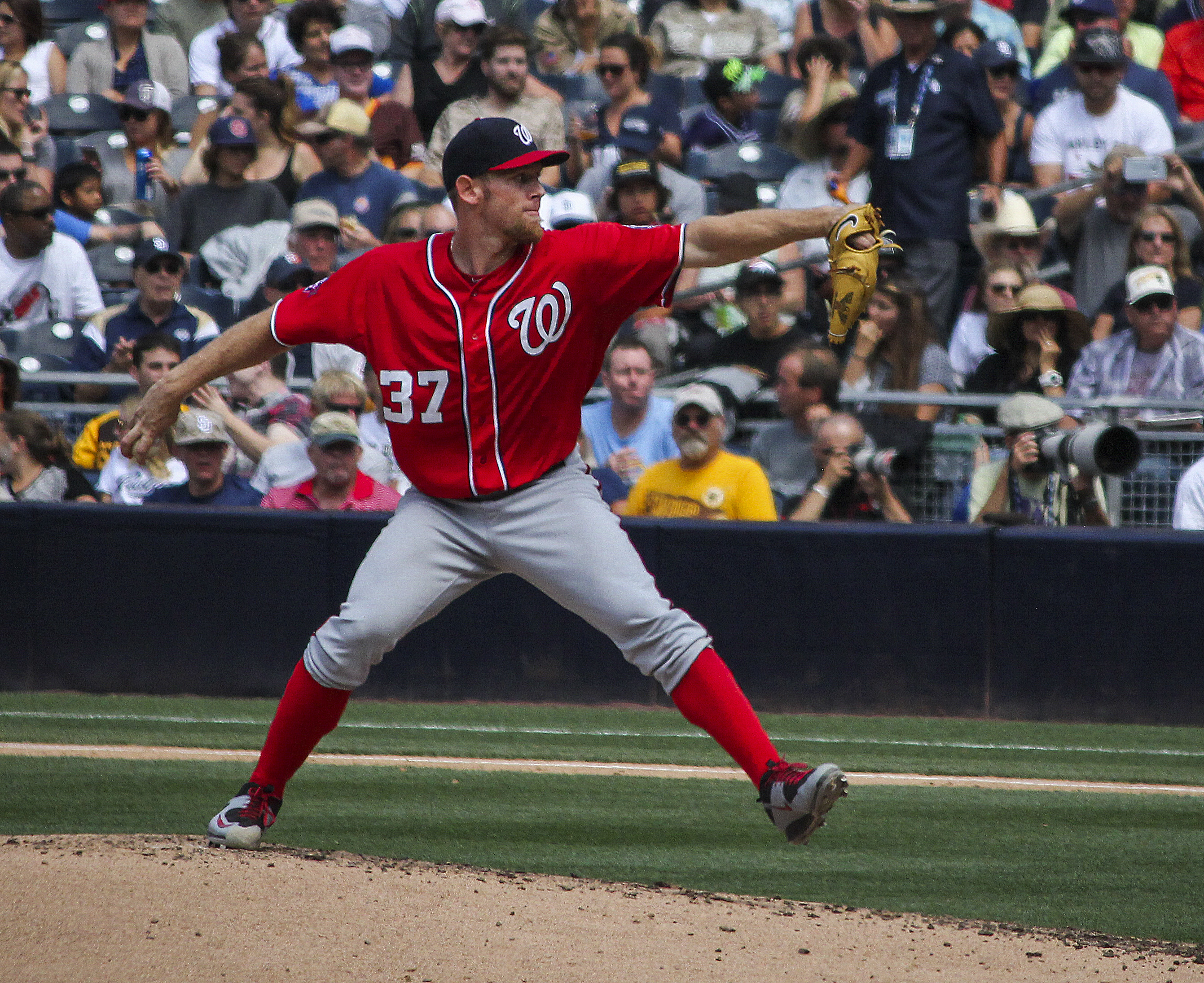
Strasburg i Washington Nationals dräkt 2015.

I januari 2015 kom Strasburg överens med Nationals om ett nytt ettårskontrakt värt 7,4 miljoner dollar, och man undvek igen ett skiljeförfarande. Hans första två månader 2015 gick inte så bra – på tio starter var han 3-5 med en ERA på 6,55. Efter det hamnade han på skadelistan på grund av nackbesvär. Han gjorde comeback efter en knapp månad, men det dröjde inte länge förrän han blev skadad igen, denna gång var det en muskelbristning i vänster bukmuskel. Han gjorde en stark comeback efter drygt en månad. I mitten av september utsågs han till veckans spelare i National League tillsammans med lagkamraten Bryce Harper. Strasburg var under 2015 11-7 med en ERA på 3,46 på 23 starter.
Inför 2016 års säsong kom Strasburg och Nationals överens om ett ettårskontrakt som rapporterades vara värt 10,4 miljoner dollar. I hans första start för säsongen satte han nytt klubbrekord (sedan flytten till Washington 2005) i totalt antal strikeouts (904). I början av maj kom han och Nationals överens om ett sjuårskontrakt som rapporterades vara värt 175 miljoner dollar. I slutet av samma månad förbättrade han sin säsongsstatistik till 9-0, ett nytt klubbrekord för starters. I början av juni nådde han milstolpen 1 000 strikeouts. Han gjorde det på 855,1 innings pitched, vilket var näst snabbast i MLB:s historia efter Kerry Woods 853,2 innings pitched. I mitten av månaden tvingades han dock till skadelistan på grund av ryggbesvär. Dittills under säsongen var han 10-0 med en ERA på 2,90 och 118 strikeouts på 93 innings pitched. I juli togs han för andra gången ut till MLB:s all star-match, men han valde att inte delta i matchen på grund av ryggbesvären. Samtidigt förbättrade han sin säsongsstatistik till 12-0, vilket ingen pitcher i National League mäktat med sedan 1912. Han gick till 13-0 innan han till slut förlorade en match den 21 juli. Han blev den åttonde startande pitchern i MLB:s historia att inleda en säsong med minst 13 raka vinster. Hans fina spel gav honom utmärkelsen månadens pitcher i National League. I slutet av augusti och början av september var han skadad i armbågen. Han var under 2016 års säsong 15-4 med en ERA på 3,60 på 24 starter.
Strasburg satte personligt rekord med 15 strikeouts i en match mot San Diego Padres i slutet av maj 2017 och senare samma säsong togs han ut till sin tredje all star-match. I slutet av juli tvingades han till skadelistan med armbågsproblem, men han pitchade bra efter comebacken och satte nytt klubbrekord genom att pitcha 35 raka inningar utan att tillåta någon poäng för motståndarna. Han utsågs även till månadens pitcher i National League för september. Under grundserien var han precis som föregående säsong 15-4 och hans ERA var 2,52 på 28 starter. Vidare tillät han lägst antal homeruns per 9 innings pitched i National League (0,67). Han kom trea i omröstningen till Cy Young Award, priset till ligans bästa pitcher. I slutspelet startade han två matcher i NLDS mot Chicago Cubs och hade en ERA på 0,00, men han vann bara den ena matchen och förlorade den andra och Nationals åkte ut med 2–3 i matcher.
I början av juni 2018 drabbades Strasburg av inflammation i höger axel och när han gjorde comeback en dryg månad senare hamnade han på skadelistan igen efter bara en match på grund av smärta i nacken. Efter ytterligare en dryg månad var han tillbaka i spel. Skadorna medförde att Strasburg bara startade 22 matcher 2018, under vilka han var 10-7 med en ERA på 3,74.
Strasburg satte i slutet av april 2019 klubbrekord (sedan flytten till Washington 2005) i antal innings pitched. Den 3 juli kastade han sin karriärs första "immaculate inning", alltså tre strikeouts på bara nio kast.

### Internationellt
Strasburg tog brons för USA vid olympiska sommarspelen 2008 i Peking. Han startade en match i gruppspelet, mot Nederländerna, som USA vann med 7–0. Han utsågs till vinnande pitcher efter sju innings pitched där han höll nollan och hade elva strikeouts och bara en walk. Han startade även semifinalen mot Kuba, men där gick det sämre. Han utsågs till förlorande pitcher efter att bara ha mäktat med fyra innings pitched även om han bara tillät två earned runs. USA förlorade matchen med 2–10.

## Spelstil
Strasburg använder sig av fyra olika kast: En "four-seam" fastball som är den han oftast kastar och som kan nå hastigheter upp till 160 km/h, en "two-seam" eller "one-seam" fastball som han kastar i 150–156 km/h, en curveball/slider som han kastar i 127–132 km/h och en changeup som han kastar i 140–145 km/h.

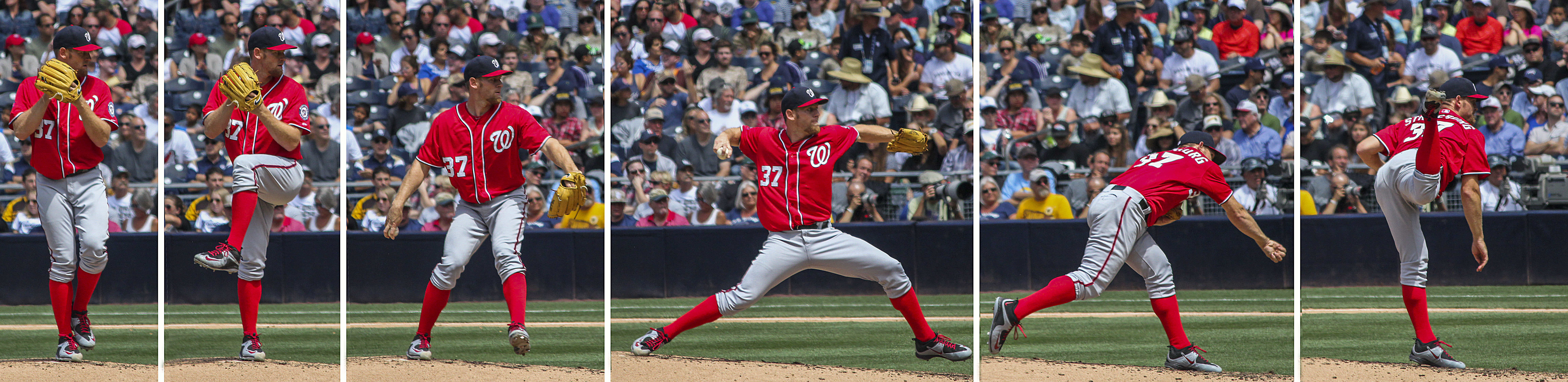
Strasburgs kaströrelse.